# Rytmika marszowa
Rytmika marszowa zawiera charakterystyczne formuły muzyczne. Odpowiadają one krokom maszerującym.
Marsze pisane w rytmice marszowej możemy podzielić na dwie grupy:
- marsze powolne (żałobne),
- marsze szybkie (energiczne).

Utwory, w których występuje rytmika marszowa:
1. W.A. Mozart – „Marsz turecki” z sonaty A-dur KV 331;
2. F. Mendelssohn – „Marsz weselny” z suity „Sen nocy letniej”;
3. G. Verdi – „Marsz triumfalny” z opery „Aida”.